# 2445 Blazhko
2445 Blazhko (1935 TC) là một tiểu hành tinh vành đai chính được phát hiện ngày 3 tháng 10 năm 1935 bởi Shajn, P. ở Simeis.